# 红颈苇鹀
红颈苇鹀（学名：Emberiza yessoensis）为雀科鹀属的鸟类，俗名黑头。分布于日本、朝鲜半岛、俄罗斯、蒙古以及中国大陆的黑龙江、吉林、曾见于辽宁、河北、山东、江苏、福建等地，多生活于松嫩平原的沿江地带、多在长着各种柳丛、小灌丛和水草的沼泽地和附近生长着各种草丛的地方以及尤喜在草丛等处。该物种的模式产地在?日本。

## 亚种
- 红颈苇鹀东北亚种（学名：Emberiza yessoensis continentalis）。分布于俄罗斯、日本以及中国大陆的黑龙江、吉林、河北、山东、江苏、福建等地。该物种的模式产地在江苏南京。[2]